# Vessioli (Maikop)
Vessioli - Весëлый (rus) - és un khútor de la República d'Adiguèsia, a Rússia. Es troba a la vora esquerra del Bélaia, tributari del riu Kuban. És a 15 km a l'oest de Maikop, la capital de la república.